# ピータースダニエル
ピータース ダニエル（英語名：Daniel Peters、1985年6月4日 - ）は、ニュージーランド出身のラグビー選手。

## プロフィール
- ポジションはフルバック(FB)。
- 身長 180cm、体重 87kg。
- ニックネームは「Danny（ダニー）」。
- 日本語名（名前の日本語表記）は、日本国籍を取得する前までが「ダニエル・ピータース」[1][4]、それ以後が「ピータースダニエル」[3]。

## 略歴
7歳からラグビーチームに入った。
セントビーズカレッジ、拓殖大学を経て、2009年、リコーブラックラムズに加入。
2017年、コカ・コーラレッドスパークスに加入。
2019年、コカ・コーラレッドスパークスを退団した。